# 김좌기
김좌기(金坐基, 1947년 4월 23일 ~ )은 대한민국의 前 바둑 기사이다.

## 학력
- 배재고등학교

## 약력
- 1972년에 입단하였고, 1997년 7단을 거쳐 2004년 은퇴하였다.

## 본선
- 1972년 : 입단.
- 1980년 : 1기 KBS 바둑왕전 본선
- 1983년 : 제3기 KBS 바둑왕전 준우승
- 1986년 : 제6기 KBS 바둑왕전 본선
- 1987년 : 제5기 박카스배 본선
- 1988년 : 명인전 본선
- 1990년 : 제8기 대왕전,  제11기 KBS 바둑왕전 본선  본선
- 1991년 : 명인전, 제11기 KBS 바둑왕전 본선
- 1992년 : 명인전, 패왕전, 제1기 SBS배 연승바둑최강전 본선
- 1993년 : 명인전 본선
- 1994년 : 제13기 KBS 바둑왕전 본선
- 1996년 : 제19기 국기전 본선
- 1997년 : 7단 승단.
- 1998년 : 제32기 왕위전 본선
- 2003년 : 제3회 돌씨앗배 프로 시니어기전 본선
- 2004년 : 은퇴.